# Hulman czczony
Hulman czczony, hulman, langur hulman, hanuman (Semnopithecus entellus) – gatunek ssaka naczelnego z podrodziny gerez (Colobinae) w obrębie rodziny koczkodanowatych (Cercopithecidae). Zwierzę stadne. 

## Nazewnictwo zwyczajowe
W polskiej literaturze zoologicznej gatunek S. entellus był oznaczany nazwą „hulman”. W wydanej w 2015 roku przez Muzeum i Instytut Zoologii Polskiej Akademii Nauk publikacji „Polskie nazewnictwo ssaków świata” gatunkowi nadano nazwę „hulman czczony”, rezerwując nazwę „hulman” dla rodzaju tych małp.

## Zasięg występowania
Hulman czczony występuje w Indiach, z zasięgiem rozciągającym się na 1900 km z zachodu na wschód, i obejmuje wszystkie populacje z ogonem typu północnego między rzeką Tapti w stanie Gudźarat i rzeką Krishna w stanie Andhra Pradesh do podnóża Himalajów. Introdukowany w południowo-zachodnim Bangladeszu, gdzie tamtejsza populacja mogła powstać z potomków pary przywiezionej przez hinduskich pielgrzymów na brzegach rzeki Jalangi.

## Taksonomia
Gatunek po raz pierwszy naukowo opisał w 1797 roku francuski zoolog Louis Dufresne nadając mu nazwę Simia entellus. Holotyp pochodził z Bengalu, w Indiach. 
S. entellus wykazuje znaczne zróżnicowanie pod względem wielkości i koloru futra w całym swoim zasięgu występowania. Przez wiele lat południowoazjatyckie szare langury były klasyfikowane jako podgatunki S. entellus, ale badania wykazały, że są taksonami monotypowymi. Szare langury z południowej Azji zostały podzielone na grupę północną i grupę południową opartą na morfologii ogona. S. entellus należy do grupy północnej (typ IA), z ogonem zapętlonym do przodu i zwisającym w dół, z czubkiem sięgającym do tyłu, a nawet zwisającym po jednej stronie ciała. Autorzy Illustrated Checklist of the Mammals of the World uznają ten takson za gatunek monotypowy.

### Etymologia
- Semnopithecus: gr. σεμνος semnos „święty”; πιθηκος pithēkos „małpa”[10].
- entellus: gr. εντελλω entellō „dowodzić, nakazać”[11].

## Morfologia
Długość ciała (bez ogona) 45,1–78,4 cm, długość ogona 80,3–111,8 cm; masa ciała samic 9,5–16,1 kg, samców 16,9–19,5 kg. Hulman zaliczany jest do małp dużych. Ma silnie zbudowany tułów. Głowa hulmana jest okrągła, pysk krótki, a kończyny smukłe. Pysk, podeszwy stóp i powierzchnia dłoni są czarne. Pozostałe części ciała pokrywa długie futro. Na głowie włosy dłuższe, opadające ku tyłowi. Brwi są krzaczaste. Sierść zmienia barwę w poszczególnych fazach rozwoju. Noworodki są jasnoszare, a starsze małpy brązowe, ciemnobrązowe lub ciemnożółte.

## Ekologia
Hulman wiedzie naziemny tryb życia. Zachowuje aktywność w ciągu dnia. Jest zwierzęciem stadnym. Często zapuszcza się na teren miast i wsi, lecz mimo szkód jakie wyrządza, nie jest przez ludzi zwalczany. Jest bowiem zwierzęciem czczonym. Po ciąży trwającej 196 dni zwykle rodzi się jedno młode. Długość życia w niewoli sięga 10 lat.
Jest roślinożercą. Żywi się liśćmi, owocami, pąkami i korą.